# Holótipo

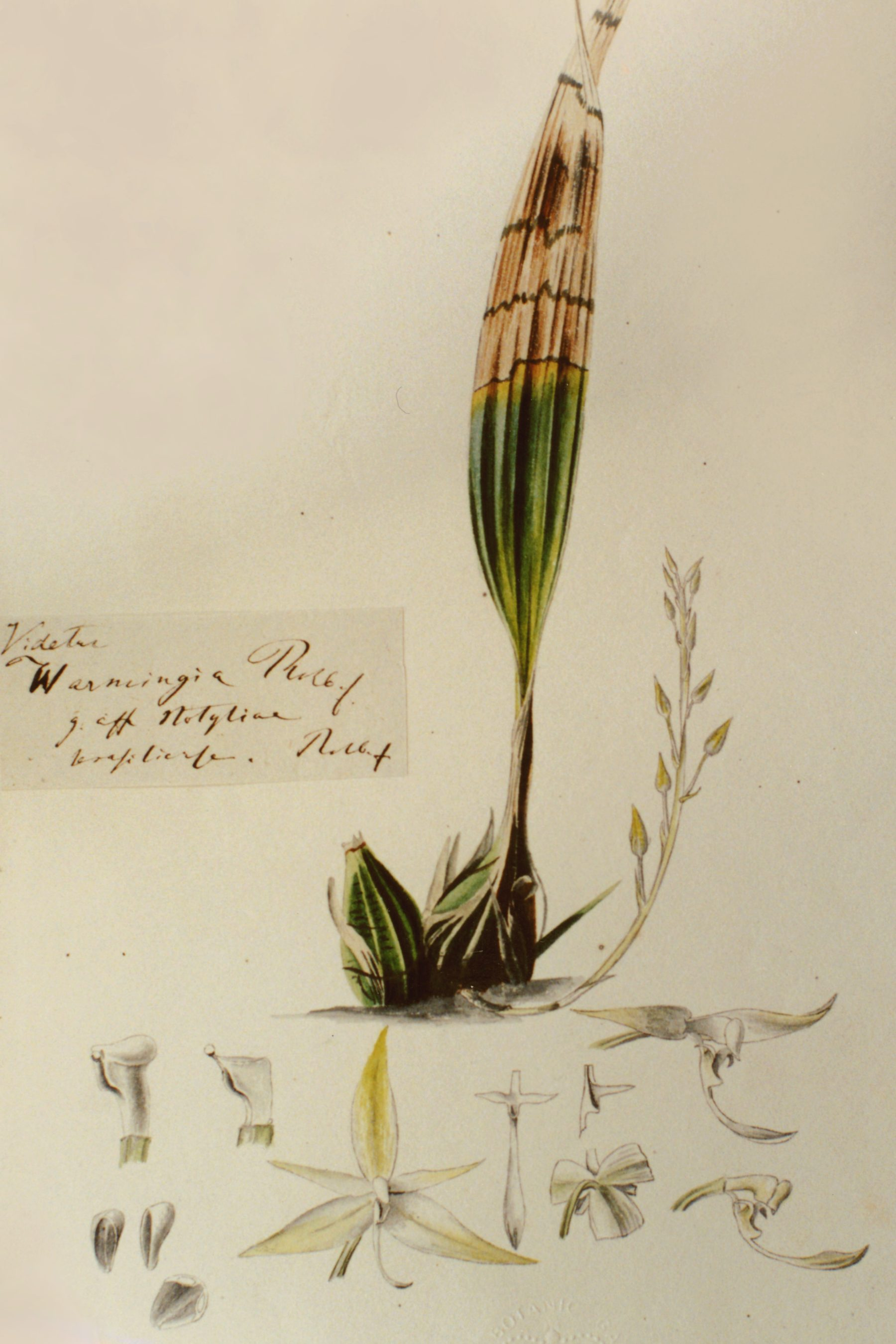
Holótipo da Archivea kewensis - Caso em que uma ilustração é aceite como tipo de uma espécie.

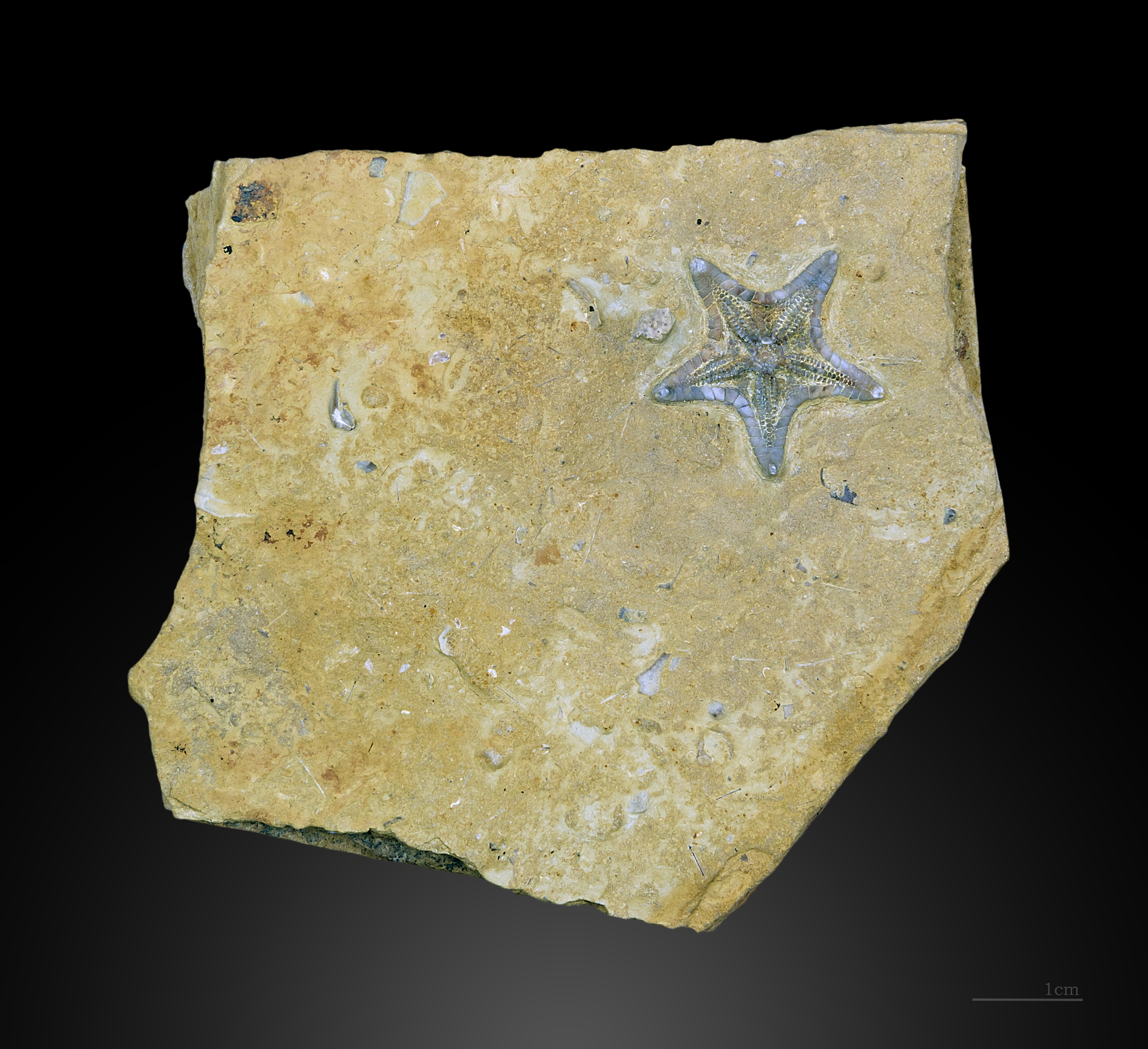
Holótipo Marocaster coronatus - MHNT

Holótipo é o espécime físico (ou ilustração onde aquele figure) que o autor do taxon designou no momento da descrição como sendo o material no qual esta se baseou. Enquanto o holótipo existir, é esse espécime que fixa o nome do táxon, a ele permanecendo ligado, independentemente das posteriores alterações que resultem da evolução do conhecimento ou do enquadramento taxonómico. O holótipo é o mais representativo dos tipos nomenclaturais possíveis, sendo o onomatóforo (o portador do nome) que liga efectiva e indissociavelmente o nome ao respectivo táxon.

## O conceito detipoe a sua evolução
Com o surgimento da moderna taxonomia e da moderna classificação científica, que têm subjacente a necessidade de garantir uma ligação unívoca e verificável entre o nome de uma espécie (ou entidade infra-específica), os taxinomistas recorreram ao conceito de tipo nomenclatural, designando espécimes tipo, isto é representativas do taxon descrito, ligadas a uma "localização tipo" com a descrição geográfica do local e data de colheita. No processo de determinação do tipo, o autor procurava identificar uma amostra física, o espécime-tipo, que considerava como representativa do táxon a descrever, indicando em simultâneo a sua proveniência geográfica e por essa via a sua ligação à população descrita.
Os espécimes tipo são depois disponibilizados para consulta, em geral em herbários ou museus zoológicos ligados a instituições de investigação ou museologia, permitindo, por comparação com novas amostras, a identificação de novas colheitas com o material base. Esse processo de sucessiva comparação permitiu, e ainda permite, determinar a distribuição geográfica e ecológica do táxon.
Contudo, o alargamento e consolidação do corpo de conhecimentos de ecologia e genética das populações levou a que o conceito de tipo fosse gradualmente substituído pelo de população, levando em conta as variações individuais dentro da espécie ou táxon infra-específico e a sua inerente diversidade genética. Essa mudança de paradigma alargou substancialmente a abrangência do sistema nomenclatural e abriu caminho para uma classificação natural, menos dependente das naturais variações fenotípicas e ecofenotípicas exibidas pelas populações.
Nesse contexto, ganhou particular importância o conceito de população, para tal entendido como o conjunto de indivíduos da mesma espécie que habitam a mesma área geográfica num determinado tempo. A espécie compõem-se de populações variáveis, não podendo, portanto, ser representada por um único indivíduo, poderia mesmo ser aberrante na cor, dimensão ou outra qualquer característica no contexto da população em que se inseria. Daí a relativização do conceito inicial de tipo, agora substituído pelo de tipo nomenclatural, e a necessidade de o analisar no contexto da população em que se inseria.
Com a alteração conceptual de tipo, a designação passou a indicar o exemplar escolhido para representar a espécie como portador do nome, isto é, como onomatóforo (no sentido defendido por George G. Simpson) ou nomenífero para o nomen referido, evitando assim qualquer futura ambiguidade entre nomina que apesar de poderem corresponder à descrição publicada são inerentemente diversos.

## O holótipo na nomenclatura biológica moderna
As actuais regras de nomenclatura biológica, sejam elas da zoologia, da botância ou da bateriologia, apesar de frequentemente referidas como lineanas são na realidade linenano-stricklandianas, fazendo assim justiça à decisiva contribuição dada por Hugh Edwin Strickland na sua codificação, mantendo apesar disso a sua dependência em relação aos espécimes tipo, ou seja mantêm o seu carácter conceptualmente tipológico, embora incorporando largos aspectos oriundos da filogenia e da cladística na sua aplicação.
Nelas a denominação de holótipo assume um papel central na manutenção da coerência do sistema classificativo e está reservada para o exemplar ou espécime usado na descrição original de um novo taxon. Como a descrição normalmente não se baseia num único exemplar, reserva-se a designação de parátipo para os espécimes auxiliares usados na descrição. O conjunto formado pelo holótipo e pelos eventuais parátipos recebe a designação de hipodigma da descrição. A este conjunto são por vezes adicionados como síntipo um espécime que tenha a mesma procedência geográfica do holótipo. Em caso de perda irrecuperável, e em condições que diferem consoante o código aplicável, pode ser designado um neótipo, o qual passa a ser o espécime usado para substituir, por motivo válido à luz do código respectivo, o holótipo.
Assim, o holótipo é apenas um dos possíveis tipos nomenclaturais, constituindo uma evidência física (mesmo que seja uma ilustração) de um organismo (ou sua parte) comprovadamente usada no processo de descrição da espécie ou taxon infra-específico quando ela foi pela primeira vez formal e validamente publicada. Mesmo que existam múltiplos parátipos, o holótipo é, por definição, único e em regra deve ser aquele que originalmente como tal foi designado pelo autor do nomen.
Por exemplo o holótipo da borboleta Lycaeides idas longinus está à guarda do Museum of Comparative Zoology da Harvard University. O holótipo do mamífero extinto Cimolodon está na colecção de fósseis da University of Alberta.
É também aceite que o holótipo não é necessariamente "típico", no sentido de representar o "indivíduo médio" ou "característico", do taxon, embora idealmente devesse estar dele tão próximo quanto possível.
Igualmente, o holótipo não precisa de ser um indivíduo inteiro, sendo por vezes um pequeno fragmento de um organismo, situação comum em espécies extintas representadas na actualidade por raros elementos fósseis. O holótipo do Pelorosaurus humerocristatus, um grande dinossáurio herbívoro do período Jurássico, é um único osso da perna, guardado na colecção de fósseis do Natural History Museum em Londres.
Em casos devidamente justificados pela ausência de exemplares preservados e da dificuldade inultrapassável ou impossibilidade de os obter, uma fotografia ou gravura de boa qualidade pode ser submetida como holótipo, Se aceite, mesmo que um espécime físico venha a ser obtido, a fotografia ou gravura mantém a sua qualidade de holótipo.
Na ausência de um holótipo reconhecido (por se ter perdido irremediavelmente ou por falta de designação conhecida), é admissível a designação de um neótipo substituto seleccionado de acordo com regras estabelecidas no código nomenclatural aplicável. Note-se que o ICBN e o ICZN incluem definições de "tipo" que são similares em intento, mas não idênticas em terminologia e no conceitos subjacentes.
Por exemplo, tanto no ICBN como no ICZN, um "neótipo" é um "tipo" que foi posteriormente selecionado na ausência de um holótipo conhecido, mas apenas o ICZN mandata a Comissão Internacional de Nomenclatura Zoológica para aprovar a substituição de um holótipo por um neótipo quando aquele não apresente as características de diagnóstico distintivas que permitem distinguir um taxon em relação aos taxa que lhe sejam mais próximos. Por exemplo, o réptil arcossáurio semelhante ao crocodilo Parasuchus hislopi Lydekker, 1885, foi descrito com base num rostrum premaxilar (parte do focinho), mas o fóssil utilizado não permite distinguir o Parasuchus dos seus parentes mais próximos. Essa constatação fez do nomen Parasuchus hislopi um nomen dubium, permitindo que o  paleontologista Sankar Chatterjee propusesse um novo espécime tipo, um esqueleto completo. A Comissão Internacional de Nomenclatura Zoológica analisou o caso e aceitou a substituição do holótipo anterior pelo neótipo proposto.
Os procedimentos para a designação de um espécime tipo quando o original se perde foram recentemente objecto de intenso escrutínio, quando num caso que mereceu grande publicidade a descrição específica de uma nova espécie de macaco-capuchinho assentou na designação como holótipo de um indivíduo vivo que foi deixado em liberdade no seu habitat natural. O mesmo ocorreu com uma nova espécie de macaca do nordeste da Índia). Nesses casos, não há qualquer espécime tipo disponível para estudo e comparação posteriores, pelo que qualquer ambiguidade na descrição levará seguramente à invocação por autores subsequentes de várias clausulas do Código ICZN que permitem a designação de um neótipo. Tendo em conta o carácter facultativo e controlado do processo de designação de um neótipo, aquele código explicitamente exige que o espécime designado seja propriedade de uma instituição científica reconhecida, requisito que não é colocado para a designação de um holótipo.
No caso do Código Internacional de Nomenclatura Botânica, está prevista uma classe adicional de "tipo", designada por epítipo (§9.7 do Código de Viena), destinada a esclarecer eventuais ambiguidades sem colocar em causa o holótipo existente. Um epítipo pode ser designado sempre que haja necessidade de material adicional e esclarecedor que colmate as deficiências de um holótipo constituído por material comprovadamente ambíguo ou insuficiente.
Em conclusão, no contexto dos actuais códigos de nomenclatura deve ser usada grande prudência e clareza na referência a "tipos", já que perante definições imprecisas um espécime conservado pode ser usado para clarificar um nomen ambiguum ou "legitimar" um nome que se aplica a material que não está em concordância com o holótipo, isto é que pertence a um taxa diferente do descrito e que esteja em uso comum.

### Nomenclatura zoológica
O Código Internacional de Nomenclatura Zoológica estabelece que a designação de holótipo está reservada ao exemplar indicado na descrição original do taxon (73.1.2) e recomenda que o autor da descrição de uma nova espécie indique o seu holótipo de forma a facilitar o sucessivo reconhecimento (recomendação 73A) e que seja dada a preferência a um exemplar directamente estudado pelo autor em detrimento de exemplares que o autor conheça apenas por descrições ou ilustrações (73B).
O holótipo deve ser conservado em local que o mantenha permanentemente disponível para ser examinado pelos estudiosos, normalmente num museu aberto à comunidade científica internacional.
Mesmo que o exemplar usado como holótipo seja destruído ou por alguma razão seja considerado como irrecuperável, a designação como holótipo mantém-se válida (73.1.4), podendo-se contudo designar um neótipo (75.3.4).

## Nomenclatura botânica
Nos termos da Secção 2 do CINB, a aplicação de nomes de taxa do nível de família ou inferior é determinada através de tipos nomenclaturais. No contexto daquele código, o tipo nomenclatural é o elemento ao qual o nome de um táxon, seja correto ou sinónimo, está permanentemente ligado, embora não seja, necessariamente, o elemento mais típico ou mais representativo do táxon.
Assim, no contexto botânico, o holótipo é o espécime ou ilustração que o autor utilizou ou designou como tipo nomenclatural. Enquanto existe, regula automaticamente a aplicação do nome correspondente.